# Sortowanie gnoma
Sortowanie gnoma (ang. gnome sort) – algorytm sortowania podobny do sortowania przez wstawianie. Różni go sposób przenoszenia danej na właściwe miejsce poprzez wielokrotne zamiany kolejności dwóch sąsiednich elementów, tak jak w sortowaniu bąbelkowym. Nazwa pochodzi od holenderskiego krasnala ogrodowego (niderl. tuinkabouter), który zamienia miejscami doniczki w ogrodzie.
Algorytm wyróżnia się prostotą, nie zawiera zagnieżdżonych pętli. Algorytm wykonuje co najmniej tyle samo porównań co sortowanie przez wstawianie i ma takie samo asymptotyczne tempo wzrostu. Jego złożoność obliczeniowa to O(n2) w średnim przypadku, jednak zbliża się do O(n), jeśli zbiór wejściowy jest prawie posortowany (tzn. niewielka liczba elementów jest na niewłaściwych miejscach, bądź wszystkie elementy są niedaleko swoich właściwych miejsc).

## Pseudokod
```
 
function
 gnomeSort(a[0..size-1]) {
  i := 1
  j := 2
  
while
 i < size
    
if
 a[i-1] ≤ a[i]
        i := j
        j := j + 1
    
else

        swap a[i-1] and a[i]
        i := i – 1
        
if
 i = 0
          i := 1
 }
```

Algorytm szybko odnajduje pierwsze miejsce, w którym dwa sąsiednie elementy są w złej kolejności i zamienia je. Istnieje ryzyko, że po przestawieniu element przed zamienioną parą zaburza porządek, jest to sprawdzane zaraz po wykonaniu zamiany.